# Juan Carlos García González (árbitro)
Juan Carlos García González (Bilbao, País Vasco, España, 27 de noviembre de 1969) es un árbitro de baloncesto español de la liga ACB. Pertenece al Comité de Árbitros del País Vasco.

## Trayectoria
Es el tercero de tres hermanos. Se inició en el arbitraje en 1988 con sólo 19 años. Ascendió muy rápidamente hasta que debuta el 20/09/97 en la Liga ACB pasando a ser Internacional en 2003. Estudió Publicidad en la UPV (Universidad del País Vasco) aunque no ejerce, dedicándose profesionalmente al arbitraje.
Como árbitro de Euroliga y FIBA ha participado en numerosos eventos internacionales entre los que destacan el pasado mundial de España 2014 donde pitó el partido por el 3º y 4.º puesto. También arbitró la final de los juegos olímpicos en 2016 entre los Estados Unidos y Serbia (96 – 66).
Dirigió la final de la Copa del Rey de 2019 que enfrentó al Real Madrid y al Fútbol Club Barcelona (93–94).
El 2 de agosto de 2019 el árbitro bilbaíno dirigió, acompañado de Carlos Peruga y Carlos Cortés, el encuentro amistoso disputado entre España y Lituania en Pamplona, siendo éste su último partido como colegiado FIBA.

## Temporadas
| Categoría          | País   | Año       |
| ------------------ | ------ | --------- |
| Categorías bases   | España | 1988-1991 |
| 2.ª División Vasca | España | 1991-1992 |
| 1.ª División Vasca | España | 1992-1994 |
| Liga EBA           | España | 1994-1996 |
| Liga LEB           | España | 1996-1997 |
| Liga ACB           | España | 1997-     |